# Joanna Newsom

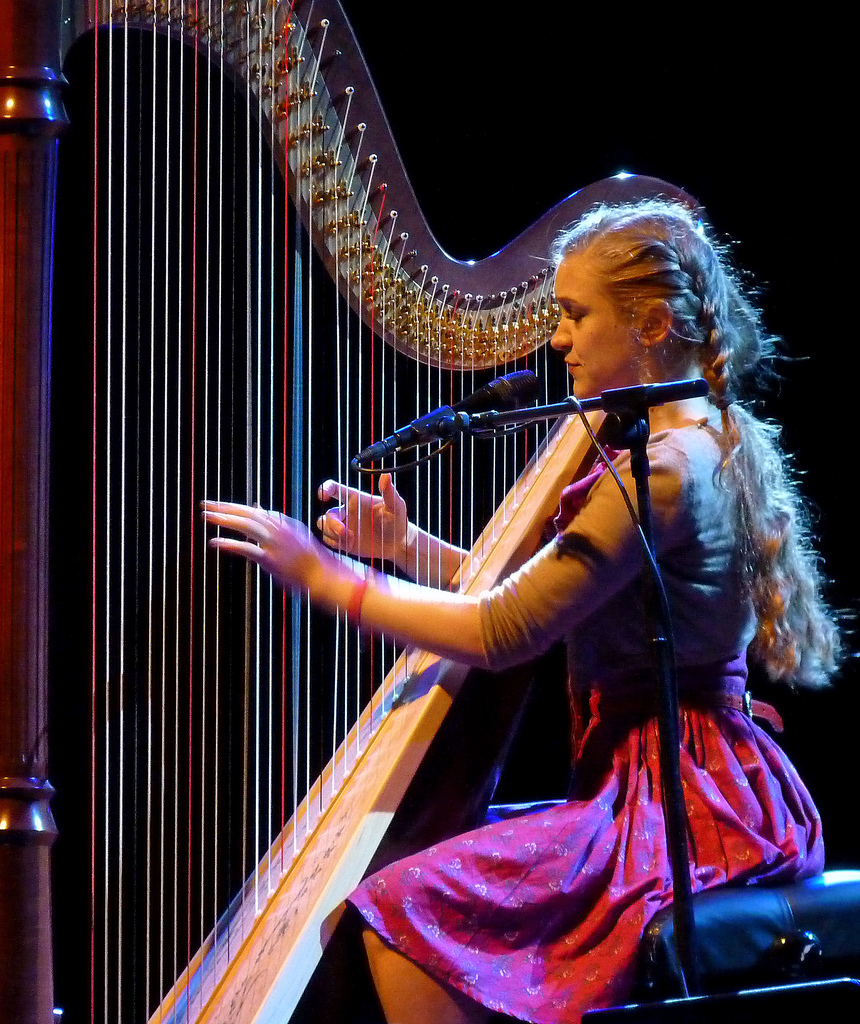
Joanna Newsom stemt haar harp

Joanna Caroline Newsom (Nevada City, 18 januari 1982) is een Amerikaanse harpiste, pianiste, klavecimbelspeelster en zangeres.

## Levensloop
Newsom studeerde aan het Mills College in Californië. Na een tournee met Will Oldham tekende ze een platencontract bij Drag City.
Newsom is getrouwd met acteur en komiek Andy Samberg. Het stel heeft samen een dochter.

## Discografie

### Albums
| Album met eventuele hitnotering(en) in de Nederlandse Album Top 100 | Datum van verschijnen | Datum van binnenkomst | Hoogste positie | Aantal weken | Opmerkingen                |
| ------------------------------------------------------------------- | --------------------- | --------------------- | --------------- | ------------ | -------------------------- |
| Walnut whales                                                       | 2002                  | -                     |                 |              | In eigen beheer uitgegeven |
| Yarn and glue                                                       | 2003                  | -                     |                 |              | In eigen beheer uitgegeven |
| The milk-eyed mender                                                | 2004                  | -                     |                 |              |                            |
| Ys                                                                  | 2006                  | -                     |                 |              |                            |
| Joanna Newsom and the Ys Street Band                                | 2007                  | -                     |                 |              | ep                         |
| Have one on me                                                      | 19-02-2010            | 06-03-2010            | 54              | 2            |                            |
| Divers                                                              | 23-10-2015            | 31-10-2015            | 14              | 3            |                            |

| Album met hitnotering(en) in de Vlaamse Ultratop 200 albums | Datum van verschijnen | Datum van binnenkomst | Hoogste positie | Aantal weken | Opmerkingen |
| ----------------------------------------------------------- | --------------------- | --------------------- | --------------- | ------------ | ----------- |
| Ys                                                          | 2006                  | 25-11-2006            | 71              | 3            |             |
| Have one on me                                              | 2010                  | 06-03-2010            | 46              | 4*           |             |

### Singles
| Single met eventuele hitnotering(en) in de Nederlandse Top 40 | Datum van verschijnen | Datum van binnenkomst | Hoogste positie | Aantal weken | Opmerkingen |
| ------------------------------------------------------------- | --------------------- | --------------------- | --------------- | ------------ | ----------- |
| Sprout and the bean                                           | 2004                  | -                     |                 |              |             |

### Gastoptredens
- Golden Shoulders - Let My Burden Be (2002)
- The Pleased - One Piece from the Middle (2002)
- The Pleased - Don't Make Things (Big Wheel Recreation, 2003)
- Nervous Cop - Nervous Cop (2003)
- Vetiver - Vetiver (2004)
- Smog - A River Ain't Too Much to Love (Drag City, 2005)
- Vashti Bunyan - Lookaftering (2005)
- Jools Holland (2010)

- Bibsys: 10025685
- Gemeinsame Normdatei: 1252812116
- International Standard Name Identifier: 0000 0003 6456 7885
- Library of Congress Control Number: no2005017320
- MusicBrainz: cb69e1f1-bc76-4df5-93c9-cf97dd8a3b5c
- Nationale Bibliotheek van Tsjechië: xx0069035
- Nationale Bibliotheek van Israël: 987007418470305171
- Réseau des bibliothèques de Suisse occidentale: 02-A013582266
- Virtual International Authority File: 226565574
- WorldCat: E39PBJmP4hFbwMvqQ9htRr9MT3